# Kálmán Kandó
Kálmán Kandó de Egerfarmos et Sztregova (ur. 10 lipca 1869, zm. 13 stycznia 1931 w Budapeszcie) – węgierski inżynier i wynalazca.
Po ukończeniu sławnego Fasori Gimnázium studiował elektrotechnikę. Był konstruktorem silnika trójfazowego, jak również generatora prądu zmiennego. Jego wynalazki przyspieszyły rozwój kolei elektrycznych, jest nazywany „ojcem pociągu elektrycznego”.